# Бернадская, Нина Ивановна
Нина Ивановна Бернадская (род. 18 мая 1959 года в Теофиполе) — советский и украинский филолог, доктор филологических наук, профессор Киевского национального университета имени Тараса Шевченко, специалист по теории романа и украинской литературы XX века.

## Биография
Родилась 18 мая 1959 года в городе Теофиполь, Хмельницкая область. Окончила среднюю школу № 1 в Красилове. В 1981 году окончила филологический факультет Киевского университета, получив специальность «Филолог, преподаватель украинского языка и литературы». В течение 1981—1984 годов училась в аспирантуре, в 1986 году защитила кандидатскую диссертацию «Идейно-художественная функция временных смещений в композиции современного романа».
С 1984 года работает в Киевском университете имени Тараса Шевченко. В течение 1991—2001 годов — доцент кафедры теории литературы и компаративистики, в 1998—2001 годах была заместителем декана филологического факультета, а в 2001—2004 годах — докторант кафедры теории литературы и компаративистики.
В 2006 году защитила докторскую диссертацию «Теория романа как жанра в украинском литературоведении». Читает курсы: «Введение в литературоведение», «Теория литературы», «Жанры литературной критики», «Большая эпическая форма», «Литературная критика XX-XXI вв.».
Автор более 50 научных трудов и пособий.

## Труды
- Українська література: запитання і відповіді / С. В. Задорожна, Н. І. Бернадська. — К. : Феміна, 1996. — 232 с.
- Українська література: Завдання. Тести. Диспути. 11 клас: посібник / Н. І. Бернадська. — К. : Видавничий центр «Академія», 2000. — 204 с.
- Українська література. Тести. 5—12 класи: посібник / авт.-уклад. Н. І. Бернадська, Г. О. Усатенко. — К. : Академія, 2008. — 336 с.
- Українська література. Тестові завдання. 5—11 класи: навч. посіб. / авт.-уклад. Н. І. Бернадська. — Київ: Академія, 2014. — 473 с.
- Український роман: теоретичні проблеми та жанрова еволюція: Монографія. — К., 2004. — 368 с.
- Вступ до літературознавства: Хрестоматія. — К., 1995. — 255 с.
- Українська література ХХ ст. : Навчальний посібник. — К., 2002. — 261 с. Роман: проблеми великої епічної форми: Навчальний посібник. — К., 2007. — 116 с.

Автор послесловий к изданиям:
- Куліш, Микола Гурійович. Мина Мазайло. Народний Малахій. Патетична соната. 97 [Текст]: п'єси / Микола Куліш; післям. Ніни Бернадської ; іл. Євгенії Запорожець [та ін.]. — К. : Знання, 2010. — 376 с.
- Сосюра, Володимир Миколайович. Третя рота [Текст]: роман / Володимир Сосюра; [упоряд. та прим. С. Гальченка; післям. Н. Бернадської]. — К. : Знання, 2010. — 349 с.
- Багряний, Іван. Тигролови [Текст]: роман / Іван Багряний; [післямова Ніни Бернадської]. — К. : Знання, 2011. — 306 с.